# Майоров, Владимир Александрович
Влади́мир Алекса́ндрович Майо́ров (19 июля 1986 года, Кузнецк, Пензенская область, СССР) — российский лыжник, шестикратный чемпион Сурдлимпийских игр, чемпион мира. Заслуженный мастер спорта России.

## Биография
Родился 19 июля 1986 года в городе Кузнецке Пензенской области. Отец Владимира, Александр Майоров, занимался в юношестве лыжными гонками, он и привил любовь сыну к этому виду спорта: в 4 года Владимир впервые встал на лыжи, а сознательно заниматься начал в школьные годы в 3 классе. Первый успех — «бронза» на чемпионате России по лыжным гонкам среди глухих на 30 км в 2004 году. В 2007 году на Сурдлимпийских зимних играх в Солт-Лейк Сити выиграл две золотые медали: в личном и командном спринтах. В личном спринте разделил первое место с соотечественником Сергеем Ермиловым. На XVIII Сурдлимпийских зимних играх в Ханты-Мансийске завоевал четыре золотые медали из пяти возможных, став одним из героев Сурдлимпиады.

## Личная жизнь
Жена — Любовь Мишарина, чемпионка и многократный призёр Сурдлимпийских игр. Дочь Алиса (род. 2012).

## Награды и звания
- Медаль ордена «За заслуги перед Отечеством» II степени (10 апреля 2015 года) — за выдающийся вклад в повышение авторитета Российской Федерации и российского спорта на международном уровне и высокие спортивные достижения на XVIII Сурдлимпийских зимних играх 2015 года[4].